# Filhos de Maria
O GRESBCES Filhos de Maria é uma escola de samba do carnaval de Porto Alegre. Agremiação da Zona Leste da capital gaúcha, sua sede é localizada no Bairro Lomba do Pinheiro. Seus fundadores foram: Adriana Gonçalves, Ary Luis, Flávio Ramires, Guilherme Gonçalves Alves, Lucas Froes, Maurício Molina, Paulo César Alves e Wandy ZL.

## Segmentos

### Presidentes
| Nome                   | Mandato    | Ref.              |
| ---------------------- | ---------- | ----------------- |
| Maurício Molina Leites | 2019-Atual | [ 3 ] [ 4 ] [ 5 ] |

### Diretores
| Ano  | Diretor de Carnaval          | Ref.  |
| ---- | ---------------------------- | ----- |
| 2020 | Comissão de Carnaval         | [ 3 ] |
| 2022 | Comissão de Carnaval         | [ 4 ] |
| 2023 | Marcelo Tatau                | [ 5 ] |
| 2024 | Altemir Oliveira (chocolate) | [ 6 ] |
| 2025 | Julio Cesar Lemos (Julião)   | [ 7 ] |

| Ano  | Mestre de bateria        | Ref.  |
| ---- | ------------------------ | ----- |
| 2020 | Mestre James             | [ 3 ] |
| 2022 | Michael Douglas          | [ 4 ] |
| 2023 | Mestre Chiquinho Capelão | [ 5 ] |
| 2024 | Vitinho e Dahion         | [ 6 ] |
| 2025 | Karlinhos Alcântara      | [ 7 ] |

### Casal de Mestre-sala e Porta-bandeira
| Ano     | Nome                                | Ref.        |
| ------- | ----------------------------------- | ----------- |
| 2020    | Luciano Batuta e Cíntia Machado     | [ 3 ]       |
| 2022    | Guto Alencar e Nanny Rodrigues      | [ 4 ]       |
| 2023-24 | Carlos Gabriel e Nanny Rodrigues    | [ 5 ] [ 6 ] |
| 2025    | Aderson Dos Anjos e Nanny Rodrigues | [ 7 ]       |

## Carnavais
| Ano                        | Colocação | Grupo        | Enredo                                                                      | Carnavalesco                   | Intérprete                                 | Ref.                      |
| -------------------------- | --------- | ------------ | --------------------------------------------------------------------------- | ------------------------------ | ------------------------------------------ | ------------------------- |
| 2020                       | Campeã    | Série Bronze | Okuta                                                                       | Fábio Lima                     | Leonardo Bessa, Rycardinho e Donato Júnior | [ 8 ] [ 9 ] [ 10 ] [ 11 ] |
| Desfile cancelado em 2021. |           |              |                                                                             |                                |                                            |                           |
| 2022                       | Campeã    | Série Bronze | Portoanas nº3: Uma Sinfonia em Porto Alegre. A Orquestra que "Villa" Sonhou | Caren Nurimar e Nilvia Daniele | Andy Mendonça e Gustavinho Oliveira        | [ 4 ] [ 13 ]              |
| 2023                       | 7.º lugar | Série Prata  | Obirici, A História Não Contada                                             | Ted Fraga                      | Wander Salles e Gustavinho Oliveira        | [ 5 ] [ 14 ]              |
| 2024                       | 5.º lugar | Série Prata  | Ominirá                                                                     | Zeca Swinguinho                | Rycardinho e Gustavinho Oliveira           | [ 6 ] [ 15 ]              |
| 2025                       | 5.º lugar | Série Prata  | Temos nosso próprio tempo                                                   | Fabiano Almeida                | Rycardinho                                 | [ 7 ] [ 16 ]              |

## Títulos
| Títulos da Filhos de Maria | Títulos da Filhos de Maria | Títulos da Filhos de Maria | Títulos da Filhos de Maria |
| -------------------------- | -------------------------- | -------------------------- | -------------------------- |
| Grupo                      | Grupo                      | Título                     | Ano                        |
|                            | Série Bronze               | 2                          | 2020, 2022                 |